# Невский, Юрий Анатольевич
Ю́рий Анато́льевич Не́вский (род. 21 июля 1943, Малмыж, Кировская область) — советский и российский кинооператор. Народный артист Российской Федерации (2003), лауреат Государственной премии Российской Федерации (2002), лауреат премии «Золотой орёл» (2002).

## Биография
Юрий Невский родился в 1943 году в городе Малмыж.
В 1971 году окончил операторский факультет ВГИКа (мастерская Б. Волчека). Его первой работой стала короткометражка «Мужской хор» в 1969 году. Затем Невский работал вторым оператором на фильме «Не горюй!» и ассистентом оператора в картинах «Корона Российской империи, или Снова неуловимые» и «Солярис». Первым самостоятельным фильмом Юрия Невского стала лента 1976 года «Страх высоты» режиссёра Александра Сурина. Работал с режиссёрами Вадимом Абдрашитовым (фильмы «Охота на лис», «Остановился поезд», «Пьеса для пассажира», «Время танцора»), Николаем Досталем (фильмы «Человек с аккордеоном», «Облако-рай», «Маленький гигант большого секса», «Коля — перекати поле»), Валерием Лонским, сняв с ним 5 картин. В 1984 году Юрий Невский снимает свой самый популярный фильм — «Любовь и голуби» режиссёра Владимира Меньшова. В 2002 году Невский снял фильм «Звезда» режиссёра Николая Лебедева. Эта работа была отмечена Государственной премией РФ и другими наградами.
С 1995 года руководит мастерской на операторском факультете ВГИКа.

## Фильмография
- 1969 — Мужской хор
- 1975 — Страх высоты
- 1978 — Территория
- 1980 — Охота на лис
- 1981 — Сашка
- 1982 — Остановился поезд
- 1983 — Оглянись!..
- 1984 — Любовь и голуби
- 1985 — Полевая гвардия Мозжухина
- 1985 — Человек с аккордеоном
- 1987 — Мужские портреты
- 1988 — Неизвестная
- 1989 — ...И вся любовь
- 1989 — Свой крест
- 1990 — Облако-рай
- 1991 — Тысяча долларов в одну сторону
- 1992 — Маленький гигант большого секса
- 1992 — Вынос тела
- 1995 — Пьеса для пассажира
- 1996 — Барханов и его телохранитель
- 1997 — Время танцора
- 1999 — Китайский сервиз
- 2001 — 101-й километр
- 2002 — Звезда
- 2003 — Жизнь одна
- 2003 — Здравствуй, столица!
- 2004 — Сосед
- 2004 — Они танцевали одну зиму
- 2005 — Коля — перекати поле
- 2007 — 07-й меняет курс
- 2009 — Люди добрые
- 2010 — Борцу не больно
- 2011 — Калачи
- 2014 — Дорога без конца

## Награды и номинации
- 1984 — Государственная премия РСФСР имени братьев Васильевых за фильм «Остановился поезд».
- 1993 — Заслуженный деятель искусств Российской Федерации.
- 2002 — Государственная премия Российской Федерации за фильм «Звезда».
- 2002 — премия «Золотой орёл» в номинации Лучшая операторская работа за фильм «Звезда».
- 2002 — номинация на премию «Ника» за Лучшую операторскаю работу за фильм «Звезда»[1].
- 2003 — Народный артист Российской Федерации.
- 2024 — премия «Белый квадрат» Гильдии кинооператоров России — «За вклад в операторское искусство» имени Сергея Урусевского